# Národní park Stenshuvud
Národní park Stenshuvud (švédsky Stenshuvud nationalpark) na území okresu Simrishamn v regionu Skåne je jeden z 28 národních parků ve Švédsku.
Park o rozloze 400 hektarů vznikl v roce 1986 za účelem ochrany úseku pobřeží Baltského moře s výšinou Stenshuvud, vypínající se do výše 97 metrů nad zátokou Hanöbukten. Park zahrnuje i listnaté lesy a vřesoviště pokrývající svahy kopce. Nejbližší osada je Kivik.

## Geologie
Kopec Stenshuvud představuje východní výběžek Linderödsåsenské hrásti, která probíhá celým regionem Skåne a je tvořena především rulami.

## Fauna a flóra
Jak na Švédsko teplé mikroklima, tak rozmanitost stanovišť způsobily, že flóra parku je bohatá a různorodá. Přes nevelké rozměry parku se z něj uvádí na 600 druhů rostlin. Stromové patro tvoří především habry (Carpinus betulus) a buky (Fagus sylvatica). Na jaře zde kvetou především sasanky hajní (Anemone nemorosa) nebo sasanky pryskyřníkovité (Anemone ranunculoides). Typickým představitelem fauny je zde slavík tmavý (Luscinia luscinia). Maskotem parku je plšík lískový, jinak ve Skandinávii velmi řídký, podobně jako žluva hajní, rosnička zelená a skokan štíhlý.

## Kopec Stenshuvud
Obrys kopce (jeho název ve švédštině znamená kamenná hlava) je charakteristickým útvarem na horizontu a po staletí byl orientačním bodem pro námořníky plavící se po okolních vodách. Za jasných dnů z něj lze dohlédnout na jih na dánský ostrov Bornholm. K Stenshuvudu se vážou staré legendy, které ho označovaly za místo pobytu obrů a trollů.

## Archeologické doklady
Na území parku byly nalezeny archeologické doklady starého osídlení; na vrcholu kopce byly zjištěny stopy opevněného hradiště z 5.-6. století n. l.

## Turistika
Hlavní vchod do parku, k němuž je možno dojet autem, se nachází poblíž osady Södra Mellby. U vchodu do parku je informační centrum Stenshuvuds Naturum s přírodopisnou a archeologickou expozicí. Další vchod se nachází na severním okraji areálu. Parkem prochází několik turistických stezek vedoucích i na vrchol kopce.
Park je otevřen každodenně a vstup do něj je bezplatný.